# صن فارما
صن فارما للصناعات الدوائية المحدودة ( د / ب / أ صن فارما ) هي شركة أدوية هندية متعددة الجنسيات يقع مقرها الرئيسي في مومباي ، الهند. وتقوم بتصنيع وبيع التركيبات الصيدلانية والمكونات الصيدلانية الفعالة (APIs) في أكثر من 100 دولة حول العالم.  إنها أكبر شركة أدوية في الهند ورابع أكبر شركة أدوية عامة متخصصة في مجال الصناعات الدوائية في العالم.   المنتجات تلبي مجموعة واسعة متنوعة من القطاعات العلاجية التي تغطي كلاً من مجالات الطب النفسي ، ومضادات العدوى ، وطب الأعصاب ، وأمراض القلب ، والسكري ، وأمراض الجهاز الهضمي ، وطب العيون ، وأمراض الكلى ، والمسالك البولية ، والأمراض الجلدية ، وأمراض النساء ، والجهاز التنفسي ، والأورام ، وطب الأسنان والتغذية.  تشمل منتجاتها الصيدلانية النشطة المصنعة باريسيتينيب ، بريفاراسيتام ، وداباجليفوزين .